# 笹生優花
笹生 優花（さそう ゆうか、ユウカ・サソウ、英語：Yuka Saso、2001年6月20日 - ）はフィリピン出生、東京都出身の女子プロゴルファー。代々木高等学校アスリートゴルフコース卒業で、所属はアース製薬。
フィリピンで日本人の父とフィリピン人の母の間に生まれ、6歳で日本に移住、小学校2年から再びフィリピンに戻った。父の影響によりフィリピンに戻った直後からゴルフを始める。新世紀世代の1人。
日本の国籍法で22歳迄に笹生は国籍を日本かフィリピンかのどちらかを選ばなければならなかったため、2021年12月に日本国籍を取得。また、それまでの選手登録のスポーツ国籍はフィリピンであったが、2022年1月にスポーツ国籍登録の手続きを完了しスポーツ国籍が日本となった。それに伴い、2021年まで国際大会はフィリピン代表として出場をしていたが、2022年からは日本代表として出場をしている。

## アマチュア時代
早くからフィリピン国内や各国のジュニアやアマチュアの大会で活躍しており（詳細は主なアマチュア成績参照）、フィリピンのアマチュア代表チームに選出される。
2017年までに「タイアマチュアオープン」（2014年）3位、「ワールドジュニアガールズ選手権」（2016年）優勝、「IMGアカデミー世界ジュニアゴルフ選手権」（2016年、女子15-17歳の部）2位タイ（優勝は畑岡奈紗）、（2017年、女子15-18歳の部）2位などの成績を残す。
プロの試合にも早くから参戦しており、2015年には日本女子プロゴルフ協会（JLPGA）ツアーの「サントリーレディースオープン」（大会名は当時）において同ツアー初出場、以降5年連続でアマチュアとして出場。
2017年代々木高等学校入学
また韓国女子プロゴルフ協会（KLPGA）ツアーメジャー大会「韓国女子オープン」において同ツアー初出場している（予選落ち）。
2018年は、この年から開催された2月の「アジアパシフィック女子アマチュア選手権」で2位タイ。同年8月にインドネシアのジャカルタで開催された「アジア競技大会（ゴルフ競技）」にフィリピン代表として出場し、団体・個人共に金メダルを獲得した。この時、フィリピン政府から1000万ペソの報奨金が支払われることとなったが、アマチュア資格を維持するためチームメイトとも話し合い、その全額を同国ゴルフ協会に寄付した。この頃から尾崎将司に師事しジャンボ邸で同学年の西郷真央らと練習を積む。
2019年は、3月に台湾女子プロゴルフ協会（TLPGA）と女子フィリピンゴルフツアー（LPGT）共催のツアー競技「The Country Club Ladies Invitational」において、当時女子ゴルフ世界ランキング1位で招待選手として出場したパク・ソンヒョン（韓国）に次いで、アマチュアながらプロツアーで2位となる。同年4月開催の第1回「オーガスタ・ナショナル女子アマチュアゴルフ選手権」に出場し、後にプロ入り同期となる安田祐香と共に3位タイ。同年7月の「女子ジュニアPGA選手権」では優勝を果たす。
同年11月、JLPGA最終プロテスト進出を果たし18位タイ（西郷と共に）で合格した 。トーナメント出場権を掛けてのQTで28位と成り、翌シーズン前半戦出場資格を得た。
2020年1月1日付でJLPGAに入会し、92期生となった。
2020年3月に代々木高等学校 アスリートゴルフコースを卒業。

## プロ転向後
2020年8月16日、NEC軽井沢72ゴルフトーナメントで優勝。女子ゴルフで初の21世紀生まれの優勝者となった。
2020年8月27日、ニトリレディスゴルフトーナメントで優勝。
同年は日本女子と全米女子プロゴルフ（LPGA）ツアーの試合に掛け持ち出場する形を採った。そして6月にはLPGA公式戦である全米女子オープンに出場、大会では2日目に単独首位、3日目にスコアを落とし首位と1打差の2位に下がり、最終日も2、3番ホールで連続ダブルボギーとなるなどスコアを落としたものの、-4（69-67-71-73=280）で終え、同スコアで首位に並んだ畑岡奈紗とのプレーオフではまず9番ホールと18番ホールの2ホールのスコアトータル方式で行われ、両者ともイーブンで終了。2周目からはサドンデス形式となり2回目の9番ホールで畑岡がバーディーパットを外した後、笹生がバーディーパットを決めて畑岡を振り切りLPGAツアー初優勝をメジャー大会制覇で飾った。同大会の優勝者としては朴仁妃（大韓民国）と並ぶ19歳11ヶ月17日での史上最年少優勝。日本人女子ゴルファーとしては樋口久子（1977年全米女子プロ）、渋野日向子（2019年全英女子オープン）に次ぐ史上3人目、またフィリピン国籍登録選手の女子ゴルファーとしては史上初のLPGAメジャー大会制覇となった。
2021年8月、2020年東京オリンピックにフィリピン代表で出場。通算-10で9位となった。
2024年6月、全米女子オープンで2度目の優勝を果たす。日本国籍登録選手として初の全米女子オープン制覇、史上3人目の女子メジャー制覇となった。
2024年7月にアース製薬と所属選手契約を締結。これにより今後はアース製薬所属選手として競技活動を行う。
2024年8月、2024年パリオリンピックに日本代表で出場。4日間で通算+17で棄権した選手を除いた59人中54位。最終日にはキャリアワーストとなる「82」を叩いた。

## 主なアマチュア成績
上記の来歴に記載のない物で優勝大会のみ。一部を除き世界アマチュア・ゴルフ・ランキングのプロフィールページに基づく。
2015年
- Kartini Cup（タイ、ジュニア大会）[34]

2016年
- フィリピンジュニアアマチュア[35]
- フィリピンジュニアアマチュアマッチプレー[35]

2017年
- フィリピンアマチュアオープン選手権[36]
- フィリピンジュニアアマチュア[36]
- フィリピンアマチュアオープンマッチプレー選手権[36]

2018年
- フィリピン女子オープン[37]
- PATSY HANKINS TROPHY（アジアパシフィックチーム代表、団体優勝[注 7]）[38]

## トーナメント優勝

### LPGAツアー（2）
| 勝数              |
| メジャー大会（2） |
| ツアー（0）       |

| No. | 日付         | トーナメント           | スコア                | 2位との差  | 2位（タイ） |
| --- | ------------ | ---------------------- | --------------------- | ---------- | ----------- |
| 1   | 2021年6月6日 | 第76回全米女子オープン | −4（69-67-71-73=280） | プレーオフ | 畑岡奈紗    |
| 2   | 2024年6月2日 | 第79回全米女子オープン | −4（68-71-69-68=276） | 3打        | 渋野日向子  |

### JLPGAツアー（2）
| No. | 日付          | トーナメント                     | スコア                 | 2位との差 | 2位（タイ）           |
| --- | ------------- | -------------------------------- | ---------------------- | --------- | --------------------- |
| 1   | 2020年8月16日 | NEC軽井沢72ゴルフトーナメント    | −12（65-72-63=200）    | 4打       | 若林舞衣子 藤田さいき |
| 2   | 2020年8月30日 | ニトリレディスゴルフトーナメント | −13（67-69-68-71=275） | 2打       | 小祝さくら            |

## 参考資料
- “Yuka Saso Profile, 2014–” (英語). wagr.com.   World Amateur Golf Ranking. 2021年8月28日閲覧。